# Hyphoscypha
Hyphoscypha is een monotypisch geslacht van schimmels behorend tot de familie Lachnaceae. Het bevat alleen Hyphoscypha virginea. 